# Pinanga adangensis
Pinanga adangensis là loài thực vật có hoa thuộc họ Arecaceae. Loài này được Ridl. miêu tả khoa học đầu tiên năm 1912.

## Hình ảnh

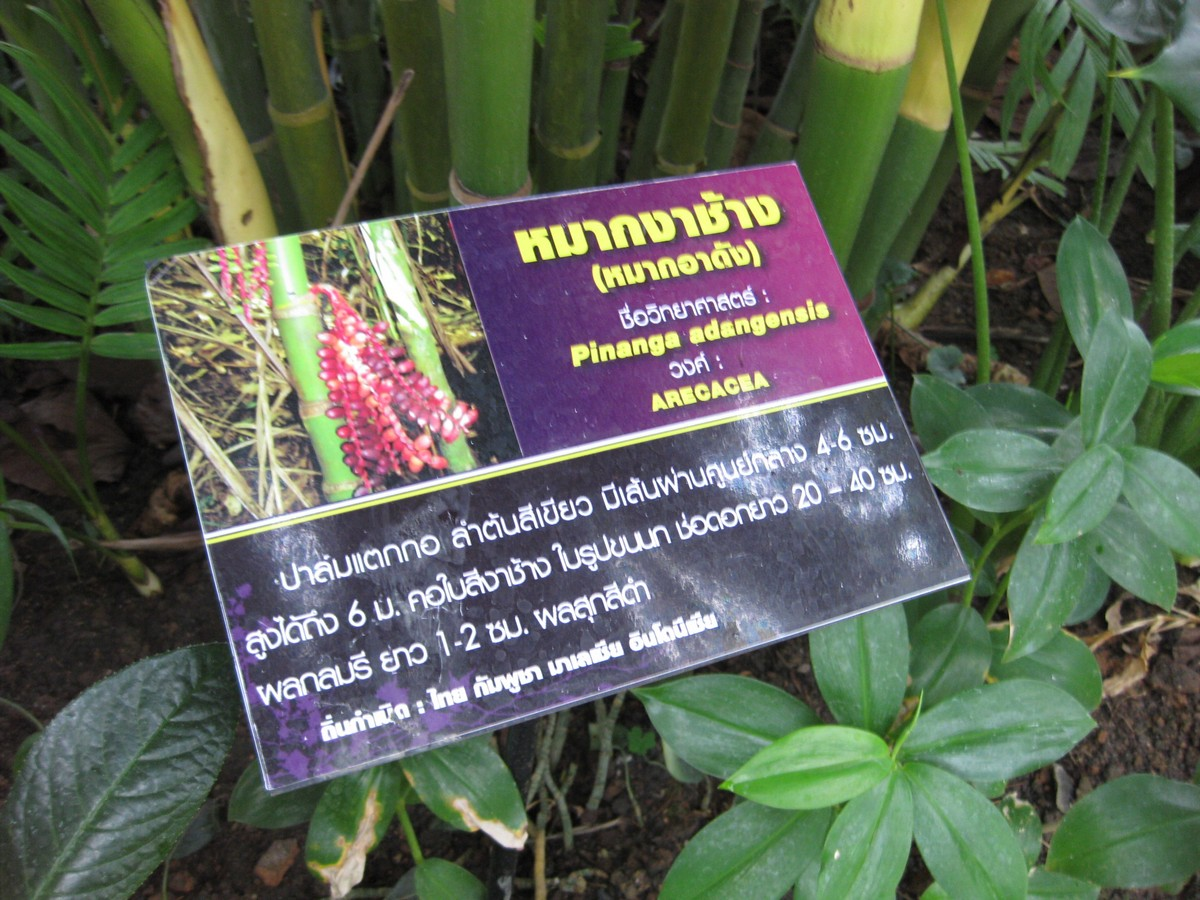